# Sex and the City 2
Sex and the City 2 ist eine US-amerikanische Filmkomödie aus dem Jahr 2010. Sie beruht auf der Fernsehserie Sex and the City aus den Jahren 1998 bis 2004 und auf dem Kinofilm Sex and the City – Der Film. Regie führte Michael Patrick King, der auch das Drehbuch schrieb und den Film mitproduzierte. Kinostart war in Deutschland, Österreich, der Schweiz und den USA am 27. Mai 2010.

## Handlung
Der Film beginnt mit einer Rückblende, in der die Zuschauer erfahren, wie Carrie ihre Freundinnen Charlotte, Miranda und Samantha in den 1980er Jahren in New York City kennengelernt hat. Anschließend springt der Film zurück in die Gegenwart – zwei Jahre nach Ende des ersten Films. Stanford Blatch und Anthony Marentino, die besten schwulen Freunde von Carrie und Charlotte, haben sich zu einer Heirat entschlossen und begehen diese in Connecticut. Die Trauung vollzieht Liza Minnelli, die anschließend noch Beyoncés „Single Ladies (Put a Ring on It)“ singt.
Das Leben der vier Freundinnen ist derweil nicht weniger stressig als früher: Die 52-jährige Samantha kämpft mit ihrer Menopause und versucht, mit Hormonen ihre Libido aufrechtzuerhalten. Charlotte hat Probleme mit ihren Kindern Lily und Rose und ist froh, ein Kindermädchen, Erin, als Unterstützung zu haben. Da diese jedoch sehr attraktiv ist und zudem meist keinen BH trägt, lässt sie sich – speziell von Samantha – den Floh ins Ohr setzen, dass Charlottes Mann Harry möglicherweise mit Erin fremdgehen könnte. Miranda wird währenddessen vom Chef der Anwaltskanzlei, für die sie arbeitet, schikaniert und hat kaum noch eine freie Minute. Carrie ist derweil zwar glücklich mit Mr. Big verheiratet, stellt jedoch fest, dass dieser die meisten Abende lieber zu Hause vor dem Fernseher verbringen möchte, als mit Carrie die Stadt „unsicher zu machen“. Dies spitzt sich zu, als Carrie von Big zum zweiten Hochzeitstag einen Fernseher im Schlafzimmer geschenkt bekommt.
Ziemlich überraschend erhält Samantha einen Anruf von Smith Jerrod, mit dem sie im ersten Teil des Films liiert war. Er hat einen neuen Film abgedreht, dessen Premiere in New York stattfinden soll – und er möchte, dass Samantha, der er seinen Erfolg zu verdanken hat, ihn begleitet. Carrie und Samantha gehen daraufhin gemeinsam einkaufen, um Samantha ein Kleid für die Premiere zu kaufen. Thema ist dabei auch Carries neues Buch „I Do. Do I?“, das in Kürze erscheinen wird. Die Zeitschrift Vogue bittet in diesem Zusammenhang um einen Artikel, den Carrie noch schreiben soll. Darüber hinaus fragt Carrie, ob sie und Big auch zu der Premiere kommen könnten, was Samantha in die Wege zu leiten verspricht.
Am Tag der Premiere schafft es Carrie nur mit Mühe, Big mitzunehmen, da dieser einen Fernsehabend vorziehen würde. Auf dem roten Teppich kommt es zu einem kleinen Eklat, als sich herausstellt, dass Samantha und Miley Cyrus das gleiche Kleid tragen. Später muss Carrie mitansehen, wie sich Big charmant mit einer spanischen Kollegin, gespielt von Penélope Cruz, unterhält, woraufhin sie ihn zur Rede stellt und fragt, warum sie nur den langweiligen Ehemann bekommt, der fernsehen möchte, während andere den funkensprühenden Charmeur bekommen.
Auf der Premiere trifft Samantha auf einen arabischen Scheich, mit dem sie ins Geschäft kommt: Er möchte, dass sie die PR für sein neues Hotel in Abu Dhabi macht. Deswegen lädt er sie ein, sein Land kennenzulernen – komplett auf seine Kosten. Samantha willigt unter der Bedingung, dass ihre drei Freundinnen mitkommen dürfen, ein.
Bei einem Mittagessen weiht Samantha ihre Freundinnen in den Plan ein – und erntet ungläubiges Staunen. Da Miranda ihre Arbeitsstelle mittlerweile gekündigt hat, gibt es auch von ihr aus keine zeitlichen Probleme mehr, sodass die vier beschließen, einige Wochen später nach Abu Dhabi zu fliegen.
Um etwas Abstand von Big zu bekommen und zudem den Vogue-Artikel schreiben zu können, beschließt Carrie, für zwei Tage in ihr altes Appartement zu gehen. Big willigt ein. Als er sie schließlich überraschend abholt und mit ihr essen geht – gefolgt von einer Nacht, in der „der Fernseher aus blieb“ –, merkt sie, dass Big an der Beziehung zu arbeiten scheint. Am Tag der Abreise nach Abu Dhabi überrascht er sie jedoch mit dem Vorschlag, dass sie es doch in Zukunft jede Woche so machen könnten, dass sie sich zwei Tage nicht sehen, damit jeder die Dinge machen kann, die er lieber ohne den Anderen macht. Carrie mag die Idee zwar nicht, willigt jedoch ein.
In Abu Dhabi werden die Freundinnen vom Luxus, der sie umgibt, glatt erschlagen. Jede erhält für ihren Aufenthalt einen neuen Maybach sowie einen eigenen Butler. Als Carrie und Miranda einen Suq besuchen, trifft Carrie zufällig auf ihre alte Liebe Aidan – und lässt deswegen versehentlich ihren Reisepass an einem Schuhstand liegen. Als sie am nächsten Tag eine vernichtende Kritik ihres Buches im New Yorker liest, beschließt sie, den Tag allein zu verbringen, und trifft sich später erneut mit Aidan, um gemeinsam zu essen. Dabei kommt es zu einem Kuss zwischen den beiden. Carrie ist von sich selbst schockiert und weiß nicht, ob sie es Big sagen soll oder nicht. Sie tut es schließlich – und bekommt als Reaktion nur die Information, dass er gerade im Büro sei und keine Zeit habe.
Samantha eckt derweil immer wieder mit ihrer lockeren Einstellung, was Sexualität betrifft, an. Sie trifft auf einen Dänen, und nach einigen Annäherungsversuchen, die kritisch von anderen beäugt werden, beschließen die beiden, an den Strand zu gehen, wo sie jedoch erwischt werden, woraufhin Samantha verhaftet wird. Zwar kann die Situation entschärft werden, doch da der Scheich die Zahlungen einstellt und auch das anberaumte Meeting absagt, bleibt den Freundinnen nichts weiter übrig, als Hals über Kopf in die USA zurückzufliegen, da sie eine Nacht in der gemieteten Suite 22.000 Dollar kosten würde. In der Hektik fällt Carrie schließlich auf, dass sie ihren Pass nicht findet. Sie erinnert sich jedoch an den Schuhstand, und die vier beschließen, nochmals auf den Markt zu gehen. Sie erhält ihren Pass zurück, doch durch eine Verkettung unglücklicher Umstände entleert sich schließlich Samanthas Tasche auf der Straße – dabei kommen unter anderem auch Kondome zum Vorschein, womit sie bei den Umstehenden jede Menge Wut erzeugt, zumal sie sich in Rage schreit und durch Gestikulieren vorführt, dass sie „jede Menge Sex“ habe. Die vier fliehen in einen Raum mit muslimischen Frauen – und sind überrascht, als sie mitbekommen, dass diese unter ihren schwarzen Gewändern und Gesichtsschleiern die neueste Mode tragen. Da sich die Männer auf der Straße noch immer nicht beruhigt haben, schlüpfen die vier ebenfalls in diese Gewänder und können sich schließlich davonschleichen. Sie erreichen auch noch pünktlich ihren Flug und landen wohlbehalten in New York.
Obwohl vereinbart, holt Big Carrie nicht vom Flughafen ab, woraufhin sie einige Zeit einsam und unglücklich in der Wohnung bleibt, bis Big schließlich doch zurückkommt. Als Strafe für ihr Verhalten verlangt er von ihr, dass sie in Zukunft einen Diamantring tragen müsse, damit sie immer daran denke, dass sie verheiratet ist. Carrie ist glücklich mit der Situation und willigt ein.
Der Film endet damit, dass es zwischen Carrie und Big wieder gut läuft und sie das Appartement kaum noch nutzen – im Gegensatz zu Charlotte, die froh ist, in der Wohnung einfach einmal ihre Ruhe zu haben. Mittlerweile hat sich auch herausgestellt, dass das Kindermädchen lesbisch ist und Charlottes Befürchtungen demnach unbegründet waren. Miranda hat mittlerweile eine neue Stelle gefunden, die ihr deutlich besser gefällt, und Samantha kann endlich das abgebrochene Date mit dem Dänen fortsetzen.

## Hintergründe
Ursprünglich sollte der in Abu Dhabi spielende Teil in Dubai gedreht werden, doch da die Genehmigung verweigert wurde, entschloss man sich, nach Marokko auszuweichen.
Der Film spielte bei einem Budget von etwa 100 Millionen Dollar am Eröffnungswochenende in den USA etwa 37 Millionen Dollar ein. In Deutschland sahen ihn am ersten Wochenende (einschließlich der Previews) etwa 800.000 Zuschauer. Anfang September 2010 hatte der Film weltweit 290 Millionen Dollar eingespielt.
Die Deutsche Film- und Medienbewertung FBW in Wiesbaden verlieh dem Film das Prädikat wertvoll.

## Kritik
Der Film wurde mit drei Goldenen Himbeeren 2011 ausgezeichnet: Die gesamte Besetzung bekam den Preis für das schlechteste Leinwandensemble, Sarah Jessica Parker, Kim Cattrall, Kristin Davis und Cynthia Nixon wurden als schlechteste Schauspielerin ausgezeichnet, und der Film gewann in der Kategorie Schlechteste Neuverfilmung oder Fortsetzung. In zwei weiteren Kategorien war er nominiert: Schlechtestes Drehbuch und Schlechteste Nebendarstellerin (Liza Minnelli).

„Der zweite Kinofilm, der die populäre Fernsehserie fortsetzt, unterhält durch sympathische Figuren und schlagfertig-witzige Dialoge; dies sowie der Aufwand an luxuriös-modischen Kostümen und Kulissen machen freilich nicht die Nichtigkeit der Handlung vergessen; außerhalb ihres angestammten städtischen Kontextes bleiben Innenleben und Probleme der Charaktere zudem blass.“

„Ausgelassener Hochglanzspaß, der mit Charme und Einfallsreichtum 140 Minuten perfektes Entertainment bietet.“

„Ein ganz großer Fummel ist das, keine Frage: Auch der zweite ‚Sex and the City‘-Film kombiniert alles mit allem – Politik mit Pop, Kulturkritik mit Kitsch, Feminismus mit Haute Couture. Nur die dämliche Islam-Schelte steht dem Film leider gar nicht.“

„Der Wortwitz ist bekannt, die klamaukige Situationskomik bewährt, und dass Samanthas echter Sex on the Beach in Abu Dhabi schon mal mit moralischen Vorstellungen der arabischen Welt kollidiert, überrascht eigentlich nicht. Kulturkonflikte dienen hier – wenn überhaupt – nur als Setting für mehr oder minder derbe Zoten. […] Würde man jedoch Sex and the City 2 nicht als das wahrnehmen, was es ist, nämlich visualisierte Champagnerlaune von irisierender Oberflächlichkeit und routinierter Banalität, dann müsste man sich ernsthafte Gedanken um das erschreckende Frauenbild machen, das der Film eigentlich transportiert.“